# Živan Cvitković
Živan Cvitković (Šibenik, 4. rujna 1925. – Zagreb, 5. svibnja 2012.), bio je hrvatski skladatelj, pjevač, zborovođa i filmski suradnik.

## Životopis
Živan Cvitković rođen je u Šibeniku 1925. godine. U Zagrebu je završio solo pjevanje na srednjoj muzičkoj školi, a kompoziciju je usavršavao privatno kod skladatelja i pedagoga Krste Odaka. 
Pjevao je u Komornom zboru radio Zagreba (1948. – 1960.), a nakon toga je radio kao glazbeni voditelj Dubrava-filma (današnji Jadran film). Od 1962. djeluje kao skladatelj filmske glazbe i montažer.
Cvitković je u svom dugom glazbenom opusu napisao glazbu za velik broj dugometražnih, kratkometražnih i dokumentarnih filmova, te televizijskih serija. Najviše je surađivao s redateljima Krešom Golikom i Vladimirom Tadejom, a početkom 1990-ih s Eduardom Galićem.
Neke od njegovih najzapaženijih partitura napisane su za filmove Tko pjeva zlo ne misli (1970.), U gori raste zelen bor (1971.), ali isto tako i za kultne TV serije Gruntovčani iz (1975.) i Putovanje u Vučjak iz (1986.). Osim za igrane filmove, pisao je glazbu i za crtane filmove, te filmove i serije za djecu.
Također, jedno je vrijeme radio i u Münchenu na stranim filmskim produkcijama kao filmski montažer, snimatelj zvuka i skladatelj pod pseudonimom Rolf Adrian. 
Cvitkovićev skladateljski opus nije bio vezan samo uz film i televiziju. Pisao je i glazbu za kazalište, a napisao je i nekoliko koreografskih skladbi za Ansambl LADO. Napisao je i dvadesetak skladbi komorne glazbe, te nekoliko kompozicija za glas i orgulje.
 1985. na Filmskom festivalu u Puli nagrađen je Zlatnom arenom za glazbu u filmu Horvatov izbor (1985.), a 1988. na Beogradskom festivalu zlatnom medaljom za glazbu u filmu Kula smrti.
Živan Cvitković preminuo je 5. svibnja 2012. godine u Zagrebu u 87. godini života.

## Djela

### Filmska glazba
- Ljubav i poneka psovka, 1969.
- Tko pjeva zlo ne misli, 1970.
- Hranjenik, 1970.
- Družba Pere Kvržice, 1970.
- Razmeđa, 1973.
- Živjeti od ljubavi, 1973.
- Gruntovčani, 1975.
- Hitler iz našeg sokaka, 1975.
- Pucanj, 1977.
- Hajdučka vremena, 1977.
- Ljubica, 1978.
- Inspektor Vinko, 1984.
- Horvatov izbor, 1985.
- Putovanje u Vučjak, 1986.
- Vila orhideja, 1988.
- Kanjon opasnih igara, 1998.

## Vanjske poveznice
- Hrvatsko društvo skladatelja: Cvitković Živan
- HDS ZAMP: Živan Cvitković (popis djela)
- IMDb: Živan Cvitković (filmografija)
- HDS / In memoriam: Preminuo skladatelj Živan Cvitković  Arhivirana inačica izvorne stranice od 27. studenoga 2019. (Wayback Machine)